# Cobitis zanandreai
Cobitis zanandreai es una especie de peces de la familia Cobitidae en el orden de los Cypriniformes.

## Morfología
Los machos pueden llegar a alcanzar los 6 cm de longitud total y las hembras 7,5.

## Hábitat
Vive en zonas de clima subtropical.

## Distribución geográfica
Se encuentra en la Italia meridional.